# Tenuisis
Tenuisis is een geslacht van neteldieren uit de klasse van de Anthozoa (bloemdieren).

## Soort
- Tenuisis microspiculata (Molander, 1929)